# منظومة الأمم المتحدة
منظومة الأمم المتحدة (أو نظام الأمم المتحدة)، يتكون من 6 أجهزة رئيسية مكونة للأمم المتحدة، التي تم إنشاؤها على فترات زمنية مختلفة، وكل واحدة لديها هدف وبرنامج محدد للعمل عليه، بالإضافة إلى أكثر من 75 جهاز أخر يعمل تحت غطاء الأمم المتحدة. وهذه لائحة بأجهزة الأمم المتحدة:

## الأجهزة الرئيسية
هم 6 أجهزة تم توثيقهم وتعريفهم في ميثاق الأمم المتحدة.
- الجمعية العامة للأمم المتحدة
- مجلس أمن الأمم المتحدة
- المجلس الاقتصادي والاجتماعي للأمم المتحدة
- مجلس الوصاية التابع للأمم المتحدة
- محكمة العدل الدولية
- الأمانة العامة لهيئة الأمم المتحدة

## منظمات متخصصة تابعة للأمم المتحدة
- المنظمة الدولية للطيران المدني (ICAO)
- منظمة الأغذية والزراعة (FAO)
- منظمة الأمم المتحدة للتنمية الصناعية (UNIDO)
- يونسكو (UNESCO)
- منظمة العمل الدولية (ILO)
- المنظمة البحرية الدولية (IMO)
- المنظمة العالمية للأرصاد الجوية (WMO)
- المنظمة العالمية للملكية الفكرية (WIPO)
- منظمة الصحة العالمية (WHO)
- منظمة السياحة العالمية (WTO)
- الصندوق الدولي للتنمية الزراعية (IFAD)
- صندوق النقد الدولي (IMF)
- مجموعة البنك الدولي:
  - مؤسسة التنمية الدولية (IDA)
  - البنك الدولي للإنشاء والتعمير (IBRD)
  - مؤسسة التمويل الدولية (IFC)
- الاتحاد الدولي للاتصالات (UPU)
- اتحاد البريد الدولي (ITU)

## برامج وصناديق
- برنامج الأغذية العالمي (WFP)
- برنامج الأمم المتحدة الإنمائي (UNDP)
  - صندوق الأمم المتحدة الإنمائي للمرأة (UNIFEM)
  - متطوعو الأمم المتحدة (UNV)
- برنامج الأمم المتحدة للبيئة (UNEP)
- برنامج الأمم المتحدة للمستوطنات البشرية (UN–HABITAT)
- المفوضية العليا للأمم المتحدة لشؤون اللاجئين (UNHCR)
- كيان الأمم المتحدة للمساواة بين الجنسين و استقلال المرأة (UN Women)
- يونسيف (UNICEF)
- مؤتمر الأمم المتحدة للتجارة والتنمية (UNCTAD)
- صندوق الأمم المتحدة للسكان (UNFPA)
- صندوق الأمم المتحدة للشراكة الدولية (UNFIP)
- وكالة الأمم المتحدة لإغاثة وتشغيل اللاجئين الفلسطينيين في الشرق الأدنى (UNRWA)
- مكتب الأمم المتحدة لمكافحة المخدرات و الجرائم (UNODC)

## معاهد البحوث والتدريب
- معهد بحوث الأمم المتحدة للتنمية الإجتماعية (UNRISD)
- معهد الأمم المتحدة لبحوث نزع السلاح (UNIDIR)
- معهد الأمم المتحدة للتدريب و البحث (UNITAR)
- معهد الأمم المتحدة الدولي للبحث و التدريب للنهوض بالمرأة (UN-INSTRAW)
- جامعة الأمم المتحدة (UNU)

## الهيئات الفرعية لمجلس الأمن
- المحكمة الجنائية الدولية لرواندا (ICTR)
- المحكمة الجنائية الدولية ليوغوسلافيا السابقة (ICTY)

## الهيئات الفرعية للجمعية العامة
- مجلس حقوق الإنسان (UNHRC)
- لجنة القانون الدولي

## اللجان التقنية
- الهيئة الدولية لمراقبة المخدرات (INCB)
- لجنة المخدرات الأمم المتحدة
- لجنة التنمية المستدامة (CSD)

## اللجان الإقليمية التابعة للمجلس الاقتصادي والاجتماعي
- لجنة الأمم المتحدة الاقتصادية والاجتماعية لغرب آسيا (UN-ESCWA)
- لجنة الأمم المتحدة الاقتصادية والاجتماعية لآسيا والمحيط الهادئ (UNESCAP)
- لجنة الأمم المتحدة الاقتصادية لأفريقيا (UNECA)
- لجنة الأمم المتحدة الاقتصادية لأمريكا اللاتينية و منطقة البحر الكاريبي (UNECLAC)
- لجنة الأمم المتحدة الاقتصادية لأوروبا (UNECE)

## منظمات ذات صلة
- الوكالة الدولية للطاقة الذرية (IAEA)
- منظمة التجارة العالمية (WTO)
- منظمة حظر الأسلحة الكيميائية (OPCW)

## الإدارات والمكاتب
- مكتب الأمين العام للأمم المتحدة (USG)
- مكتب الشؤون القانونية للأمم المتحدة (OLA)
- مكتب تنسيق الشؤون الإنسانية للأمم المتحدة (OCHA)
- مكتب الأمم المتحدة لخدمات الرقابة الداخلية (OIOS)
- إدارة الأمم المتحدة للشؤون السياسية (DPA)
- إدارة الأمم المتحدة للشؤون الاقتصادية و الاجتماعية (UN DESA)
- إدارة الأمم المتحدة لشؤون الجمعية العامة و المؤتمرات
- إدارة الأمم المتحدة لعمليات حفظ السلام (DPKO)
- إدارة الأمم المتحدة لشؤون السلامة و الأمن
- المفوضية السامية للأمم المتحدة لحقوق الإنسان (UNHCHR)
- مكتب الأمم المتحدة في جنيف (UNOG)
- مكتب الأمم المتحدة في نيروبي (UNON)
- مكتب الأمم المتحدة في فيينا (UNOV)
- مكتب الأمم المتحدة لشؤون نزع السلاح (UNODA)

## وكالات أخرى للأمم المتحدة
- برنامج الأمم المتحدة المشترك للأيدز (UNAIDS) ,(ONUSIDA)
- مكتب الأمم المتحدة لخدمات دعم المشاريع (UNOPS)
- الإستراتيجية الدولية للأمم المتحدة للحد من الكوارث (UNISDR)

## مقالات ذات صلة
- الجمعية البرلمانية للأمم المتحدة

## روابط خارجية
- هيكل الأمم المتحدة على الموقع الرسمي للأمم المتحدة (عربي)
- موقع هيئات الأمم المتحدة الرسمي لائحة (إنجليزي)
- موقع هيئات الأمم المتحدة الرسمي لائحة (فرنسي)